# Voivodato di Toruń

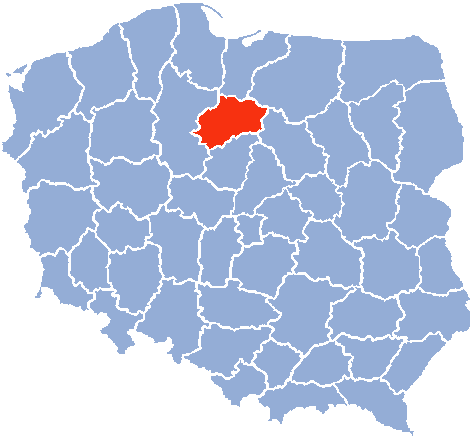
Voivodato di Toruń

Il voivodato di Toruń (in polacco: województwo toruńskie) fu un'unità di divisione amministrativa e governo locale della Polonia esistito tra gli anni 1975 e 1988. Nel 1999 è stato sostituito dal voivodato della Cuiavia-Pomerania. La città capitale era Toruń.

## Principali città (popolazione nel 1995)
- Toruń (204.300)
- Grudziądz (102.900)
- Brodnica (27.400)
- Chełmno (22.000)